# Peter Pagan
Peter Pagan (* 24. Juli 1921 in Sydney; † 2. Juni 1999 in New York City, New York, Vereinigte Staaten) war ein australischer Theater- und Filmschauspieler.
Pagan trat in etlichen australischen bzw. in Australien produzierten Filmen der 1940er Jahre auf und zog später in die Vereinigten Staaten, wo er zunächst am Broadway spielte. Später erhielt er Engagements vor allem in Fernsehserien; seine bekannteste Rolle ist die im Film 9½ Wochen.

## Filmografie (Auswahl)
- 1946: Donnernde Hufe
- 1986: 9½ Wochen